# Tino Monetti
Carlos Manoel Monetti Braz (São Paulo, 6 de julho de 1982), mais conhecido pelo nome artístico de Tino Monetti, é um diretor criativo, de arte e de comunicação brasileiro, indicado ao Grammy Latino 2019 pelo projeto de "Etérea" e premiado com o Troféu Ida Feldman 2007 no Festival Mix Brasil de Cinema e Vídeo da Diversidade Sexual. Em 2024, estreia na direção audiovisual com o clipe de "La Mer", de Caetano Veloso.

## Carreira
Desde Novembro de 2023, Tino dirige MONETTI, agência criativa e de comunicação voltada para a música, especialmente em língua portuguesa, cuidando de artistas como Carminho, Tropkillaz e Xênia França, além de Caetano Veloso. Um dos primeiros projetos de sua agência foi produzir a visita e performance da fadista Carminho na premiere do filme "Pobres Criaturas" em Nova York, na qual cantou, tocou guitarra portuguesa e contracenou com Emma Stone para convidados como Taylor Swift, Hari Nef e Mark Ruffalo. No mesmo ano de 2023, Tino foi diretor de comunicação da turnê Meu Coco, de Caetano Veloso, na Europa.
Além de ter sido programador e um dos integrantes do PopPorn, coletivo que realizou o festival de cinema anual homônimo, Tino - através de sua agência e estúdio anterior, Codex - foi diretor criativo e de comunicação de artistas como Criolo e do projeto "Etérea", música do cantor e compositor lançada em 14 de fevereiro de 2019, ao lado de Pedro Inoue, cujo clipe e making of trazem representantes de diversos grupos de arte queer do Brasil, em performances e em entrevistas nos bastidores.
Tino Monetti também foi diretor de comunicação e de storytelling do projeto completo de "Boca de Lobo" e criador da Revista Criolo, uma publicação-encarte online cuja primeira edição acompanha "Espiral de Ilusão", álbum de samba lançado por Criolo em 2017, e a segunda foi lançada com "Sobre Viver" (2022), álbum de Criolo do qual também cuidou da direção criativa. Foi ele que pesquisou e selecionou cada uma das cores para 10 faixas do disco. "Etérea" e "Boca de Lobo" foram indicadas ao Grammy Latino 2019, nas categorias Melhor Canção em Português e Melhor Vídeo Musical Versão Curta.
Tino também foi diretor criativo e de comunicação de #ExisteAmor, um projeto musical de Milton Nascimento e Criolo que funciona também como um fundo solidário para a população em situação de vulnerabilidade durante a pandemia do COVID-19. Em 2020, Tino foi diretor de programação e conteúdo da #CRIOLOtv, canal de streaming do rapper na plataforma Twitch (serviço) que trazia sessões de filmes, aulas, leituras de poesias, conversas necessárias e outros conteúdos relevantes durante o período de quarentena. Desde 2022, Tino também presta serviços de consultoria criativa e artística para o skatista brasileiro Pedro Barros e sua marca de streetwear Privê  em Los Angeles, cidade onde vive nos Estados Unidos.
Anteriormente ao seu trabalho com Criolo, entre os anos de 2013 e 2016, Tino foi diretor de comunicação de Caetano Veloso e da Uns Produções e Filmes, produtora do artista com sua empresária Paula Lavigne, desenvolvendo campanhas de comunicação para projetos especiais (como o single e clipe "I'm Alive", para a Rainforest Alliance, ou o episódio de estreia da série de turismo "The Best Place To Be", estrelado por Queen Latifah no Rio de Janeiro, para o Travel Channel), turnês nacionais e internacionais como "Abraçaço" ou "Dois Amigos, Um Século de Música", com Gilberto Gil, e artistas como Dônica, Teresa Cristina, Baby do Brasil, Mosquito e Vanessa da Mata. Antes do PopPorn, Tino Monetti começou seu trabalho em festivais de cinema no Festival MixBrasil, onde trabalhou na curadoria e seleção de filmes, curtas e longas-metragens, junto a Suzy Capó por 5 anos (2000, 2005-2009), recebendo o Troféu Ida Feldman como personalidade do festival em 2007. Junto a Suzy, concebeu e realizou também o Traffic Festival, o primeiro festival de cinema e cultura asiática da cidade de São Paulo, realizado entre 2 e 9 de agosto de 2012. Pelo PopPorn, Tino já foi jurado e fez programação de filmes para festivais de cinema queer na Alemanha, Holanda e Uruguai. Entre os anos de 2013 a 2016, Tino também foi colaborador do Festival do Rio, cuidando da programação e produção do Prêmio Felix, troféu cedido a filmes LGBTQIA+ que joga luz sobre as últimas novidades na filmografia dedicada à diversidade de gênero.
Como jornalista, redator e editor de jornais, revistas e veículos online, Tino Monetti já foi repórter do caderno Ilustrada da Folha de S.Paulo (2008) e dos Destaques GLS na Folha Online, foi editor-chefe das revistas UMA e C&F, editor das revistas gays JUNIOR e DOM - De Outro Modo entre 2007 e 2010, além de colaborador de veículos alternativos como Atypica (Argentina), FFW (Brasil) e VICE (Brasil), entre outras. Entre as entrevistas realizadas destacam-se artigos com a drag queen e performer Alaska, com o cineasta Bruce LaBruce, com a atriz Sônia Braga, com a modelo Lea T. e com o ator Colby Keller.